# Blondie (альбом)
Blondie (с англ. — «Блонди») — дебютный студийный альбом американской группы Blondie, выпущенный в 1976 году.

## Об альбоме
Первый сингл с альбома «X Offender» первоначально назывался «Sex Offender». Было принято решение переименовать песню, чтобы не возникло проблем с радиостанциями, которые могли отказаться ставить песню с таким названием. Альбом продавался плохо и из-за плохих продаж и слабой рекламы группа разорвала контракт с Private Stock и в 1977 году подписал контракт с Chrysalis Records. В сентябре этого же года Chrysalis переиздали пластинку вместе с синглом «In the Flesh». Альбом достиг #14 в Австралии, а сингл «In the Flesh» вошёл в топ-3. Альбом заметили и в Великобритании (#75), где группа начала становиться популярной. Тираж был таким, что в следующем году коллектив выступал на разогреве у Игги Попа.
Альбом был подвергнут ремастерингу и переиздан Chrysalis Records в Великобритании в 1994 году. В 2001 году альбом был снова ремастирован и переиздан, на этот раз уже вместе с пятью бонус-треками. «Out in the Streets» (кавер песни группы The Shangri-Las), «The Thin Line» и «Platinum Blonde» — демозаписи 1975 года сделанные Аланом Бетроком. Все пять бонусных треков уже издавались ранее в 1994 году на сборнике The Platinum Collection. Вообще песня «Platinum Blonde» была первой песней написанной Дэбби Харри.
В 2020 году обновлённом списке 500 величайших альбомов всех времён журнал Rolling Stone включил дебютный альбом Blondie на 401-ю позицию.

## Список композиций
| №  | Название                   | Автор(ы)                    | Длительность |
| -- | -------------------------- | --------------------------- | ------------ |
| 1. | «X Offender»               | Дебби Харри, Гари Валентайн | 3:11         |
| 2. | «Little Girl Lies»         | Дебби Харри                 | 2:04         |
| 3. | «In the Flesh»             | Дебби Харри, Крис Стейн     | 2:26         |
| 4. | «Look Good in Blue»        | Джимми Дестри               | 2:56         |
| 5. | «In the Sun»               | Крис Стейн                  | 2:40         |
| 6. | «A Shark in Jets Clothing» | Джимми Дестри               | 3:35         |

| №   | Название                       | Автор(ы)                                   | Длительность |
| --- | ------------------------------ | ------------------------------------------ | ------------ |
| 7.  | «Man Overboard»                | Дебби Харри, Крис Стейн                    | 3:20         |
| 8.  | «Rip Her to Shreds»            | Дебби Харри, Крис Стейн                    | 3:20         |
| 9.  | «Rifle Range»                  | Крис Стейн, Ронни Тост                     | 3:37         |
| 10. | «Kung Fu Girls»                | Дебби Харри, Гари Валентайн, Джимми Дестри | 2:29         |
| 11. | «The Attack of the Giant Ants» | Крис Стейн                                 | 3:20         |

| №   | Название                                             | Автор(ы)                    | Длительность |
| --- | ---------------------------------------------------- | --------------------------- | ------------ |
| 12. | «Out in the Streets» (Original Instant Records demo) | Элли Гринвич, Джефф Барри   | 2:21         |
| 13. | «The Thin Line» (Original Instant Records demo)      | Дебби Харри, Крис Стейн     | 2:17         |
| 14. | «Platinum Blonde» (Original Instant Records demo)    | Дебби Харри                 | 2:12         |
| 15. | «X Offender» (Original Private Stock single version) | Дебби Харри, Гари Валентайн | 3:14         |
| 16. | «In the Sun» (Original Private Stock single version) | Крис Стейн                  | 2:39         |

## Участники записи
Blondie:
- Дебби Харри — вокал
- Крис Стейн — гитара, бас-гитара (в песне «X Offender»)
- Гари Валентайн[англ.] — бас-гитара, гитара (в песне «X Offender»)
- Джимми Дестри[англ.] — электроорган Farfisa, рояль, электронное фортепиано RMI, синтезатор Roland
- Клем Бёрк — ударные

Приглашённые музыканты:
- Элли Гринвич — бэк-вокал (в песнях «In the Flesh» и «Man Overboard»)
- Мики Харрис — бэк-вокал (в песнях «In the Flesh» и «Man Overboard»)
- Хильда Харрис — бэк-вокал (в песнях «In the Flesh» и «Man Overboard»)

Технический персонал:
- Ричард Готтерер[англ.] — продюсер
- Крэйг Леон[англ.] — продюсер (песни «X Offender», «In the Sun»), ремикс-звукорежиссёр
- Роб Фриман — звукорежиссёр
- Дон Ханерберг — ассистент звукорежиссёра
- Грег Калби[англ.] — мастеринг-инженер[англ.]
- Дэвид Перл — арт-директор, дизайн
- Шиг Икейда — фотограф
- Оригинальные записи сделаны в Plaza Sound Studios (Нью-Йорк) в августе — сентябре 1976 года и выпущены на студии Private Stock (2023) в декабре 1976 года, переизданы на Chrysalis (1165) в октябре 1977 года.
- Кевин Флаэрти — продюсер переиздания 2001 года
- Алан Бетрок[англ.] — продюсер записей «Out in the Streets», «The Thin Line» и «Platinum Blonde»

## Позиции в хит-парадах и сертификации
| Год  | Хит-парад                        | Высшая позиция | Пребывание в чарте |
| ---- | -------------------------------- | -------------- | ------------------ |
| 1977 | Австралия (Kent Music Report)    | 14             | нет данных         |
|      |                                  |                |                    |
| 1979 | Великобритания (UK Albums Chart) | 75             | 1 неделя           |

| Регион | Сертификация | Продажи  |
| --- | ------------ | -------- |
| Великобритания (BPI) | Золотой      | 100 000^ |
| * Данные о продажах приведены только на основе сертификации. ^ Данные о тиражах приведены только на основе сертификации. |              |          |